# 霍倫伯格 (堪薩斯州)
霍倫伯格（英語：Hollenberg）是一個位於美國堪薩斯州華盛頓縣的城市。

## 地方資料
根據2020年美國人口普查的數據，霍倫伯格的面積為0.19平方千米，當中陸地面積為0.19平方千米，而水域面積為0.00平方千米。當地共有人口10人，而人口密度為每平方千米52.63人。